# Ordine al merito civile (Corea del Sud)
L'ordine al merito civile è un ordine cavalleresco della Corea del Sud.
È stato fondato il 22 dicembre 1951 per premiare i dipendenti civili del governo e delle strutture militari per straordinari servizi e riformato nel 1967 e nel 1973.

## Classi
L'ordine dispone delle seguenti classi di benemerenza:
- medaglia Mugunghwa
- medaglia Moran
- medaglia Dongbaek
- medaglia Mongnyeon
- medaglia Seongnyu

| Nastri            |                    |                   |                |                    |
| Medaglia Seongnyu | Medaglia Mongnyeon | Medaglia Dongbaek | Medaglia Moran | Medaglia Mugunghwa |

## Insegne
- Il nastro cambia a seconda della classe.